# 最上郡
最上郡（日语：／ Mogami gun */?）是山形縣的一郡。 
現轄有以下4町3村。
- 金山町
- 舟形町
- 真室川町
- 最上町
- 大藏村
- 鮭川村
- 戶澤村